# اندری زاپروژهان
اندری زاپروژهان (انگلیسی: Andriy Zaporozhan؛ زادهٔ ۲۱ مارس ۱۹۸۳) بازیکن فوتبال اهل اوکراین است.